# فرخنده گلوسرخ
فرخنده گلوسرخ (نام علمی: Compsothraupis loricata) یک پرنده گنجشک‌سان کوچک از تیرهٔ فرخندگان (Thraupidae) است که در شرق برزیل بومی و تنها عضو از سردهٔ Compsothraupis است.